# Sittard
Sittard (prononcé en néerlandais : [ˈsɪtɑrt] ; en limbourgeois : Zitterd, prononcé : [ˈzɪtəʀt]) est une ville néerlandaise située dans la commune de Sittard-Geleen, dans la province du Limbourg. Le 1er janvier 2021, Sittard comptait 36 895 habitants.
Commune indépendante jusqu'au 1er janvier 2001, Sittard est une ville frontalière voisine du village de Tüddern dans la commune allemande de Selfkant (au nord-est). Le centre-ville de Sittard se situe également à 11 kilomètres de la frontière belge à l'ouest, au niveau de Maasmechelen.
Elle est la ville natale du poète francophone Charles Beltjens (1832-1890). L'agglomération de Sittard est une région industrielle importante, particulièrement avec l'industrie chimique de Geleen.

## Histoire
| Appartenances historiques Duché de Limbourg 1200-1400 Duché de Juliers 1400-1797 République cisrhénane (Roer) 1797-1802 République française (Roer) 1802-1804 Empire français (Roer) 1804-1813 Pays-Bas 1815-présent |

En 1318, le duc de Brabant, Jean III de Brabant assiège et capture la ville défendue par Reinoud van Valkenburg soutenu par une troupe de 300 hommes de l'évèque de Cologne.

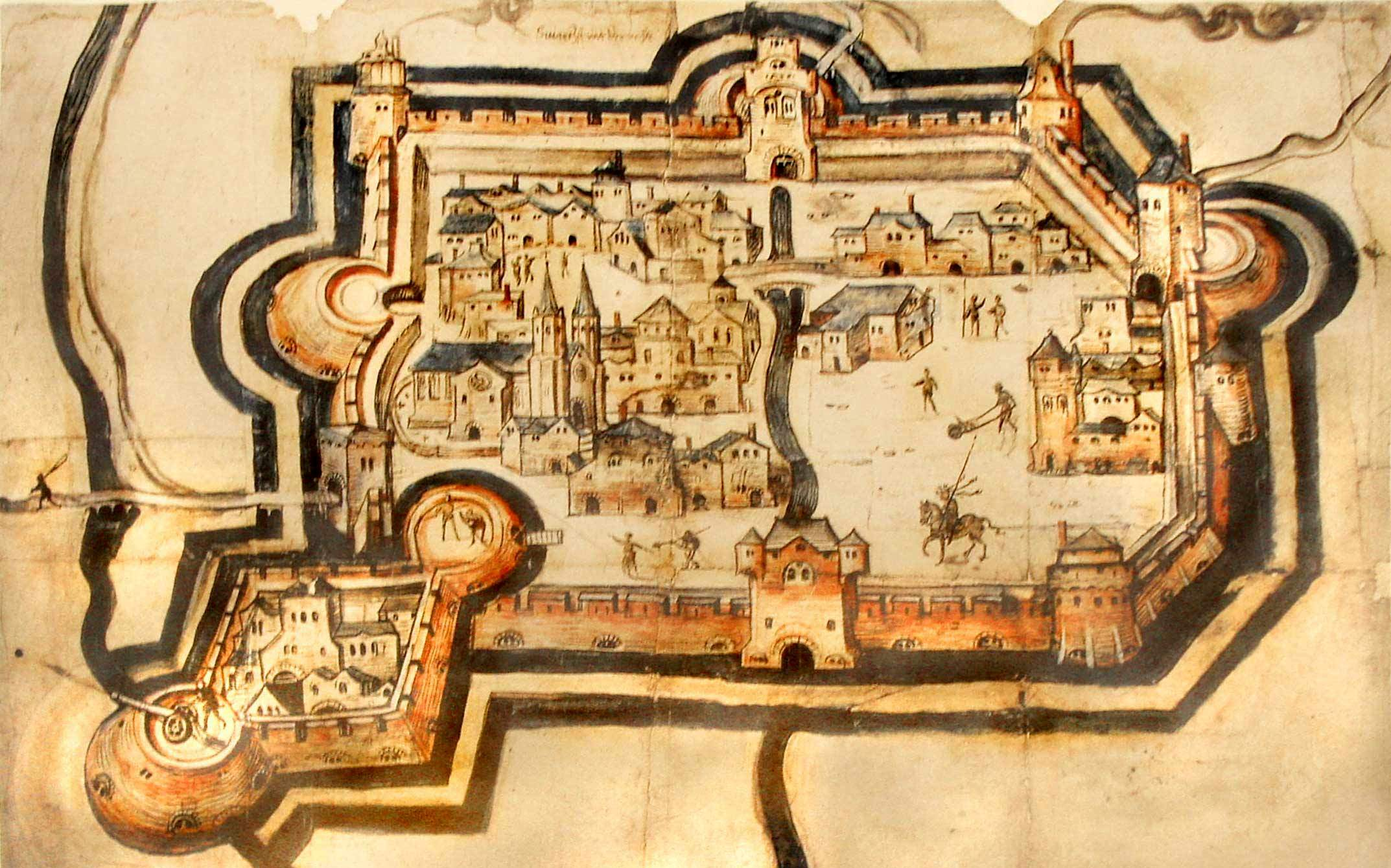
La ville en 1538

Sittard fut une commune indépendante jusqu'au 1er janvier 2001, moment où la commune fusionna avec Born et Geleen pour alors former la nouvelle commune de Sittard-Geleen.

## Monuments
- Église Saint-Pierre, avec son clocher de 80 mètres (gothique)
- Église Saint-Michel (baroque)
- Basilique Notre-Dame du Sacré-Cœur
- Château Grasbroek
- Chapelle Sainte-Rose
- Notre-Dame-du Carmel, maison des Carmélites du Divin Cœur de Jésus

## Personnalités
- Brocard de Saint-Nicolas, théologien carme des XVIIe et XVIIIe siècles, né à Sittard, aux environs de 1680.
- Marie-Thérèse de Saint Joseph (°1855 - †1938), carmélite, fondatrice des Carmélites du Divin Cœur de Jésus, béatifiée en 2006 dans la Cathédrale de Ruremonde[1].
- Jan Krekels (1947-), coureur cycliste, champion olympique.
- Huub Stevens (°1953), footballeur néerlandais.
- Wim Hof (°1959), aventurier et inventeur d'une méthode basée sur l'exposition du corps humain à un froid extrême.